# Clostridium
Clostridium — великий рід грам-позитивних бактерій типу Firmicutes. Вони є облігатними анаеробами, здатними до утворення ендоспор. Клітини мають таку характерну паличкоподібну форму, яка надихнула на використання назви роду від лат. closter — «веретено». Ці характеристики традиційно визначали рід, але вони не є характеристикою філогенетичної групи, і багато видів, спочатку класифікованих як Clostridium, були переміщені до інших родів.

## Класифікація
Clostridium включає вільно живучих бактерій, також як і важливих патогенів. Є чотири головні види, що спричиняють хвороби у людини:
- C. botulinum, мікроорганізм, який виробляє екзотоксин у продуктах харчування в анаеробних умовах та спричиняє ботулізм[3].

- C. difficile, який може неконтрольовано розмножуватися в кишечнику після прийняття антибіотиків, та зумовлює псевдомембранозний коліт[4].

- C. perfringens, спричинює широке розмаїття проявів, від харчового отруєння, некротичного ентериту до газової гангрени. Також відповідає за ентерокемію («хворобу обжорства» або «м'яку ниркову хворобу») у овець і кіз[5].

- C. tetani, збудник правця[6].

Інші важливі види включають C. acetobutylicum, також відомий як мікроорганізм Вайцмана, за ім'ям Хома Вайцмана який вперше використувал його для отримання ацетону і бутанолу з крохмалю в 1916 році для виробництва пороха і трінітротолуола. C. sordelli був пов'язаний із смертями більш ніж десятка жінок після пологів.
C. perfringens та C. difficile здатні породити діарею у котів та собак.